# 縁日祭
縁日祭（えんにちさい、Ennichisai）は、インドネシアの南ジャカルタ市ブロックM地区で2010年から毎年行われている世界最大規模の日本祭り。日本、インドネシア民間のボランティアによる、日本の「食」と「文化」の祭りである。
2015年以降は毎年25万人以上が訪れ、150以上の飲食や物販のブースの出店があり、さらに神輿や山車、エイサー、よさこいなどの日本の伝統的な出し物やコスプレなどのポップカルチャーのプログラムを見ることができる。

## 概要
太鼓や三味線、舞踊など日本の伝統芸能のパフォーマンスを中心としたメインステージ、もう一方のポップカルチャーステージではインドネシア5都市で開催されるコスプレの全国大会のファイナル選などが行われている。
2012年からは南ジャカルタ市の公式行事になっている。

## 歴史
|        | 開催日         | テーマ                     | 来場者数  |
| ------ | -------------- | -------------------------- | --------- |
| 2010年 | 7月4日         | Twin City Jakarta - Tokyo  | 40,000人  |
| 2011年 | 7月9日-10日    | Pray for Japan             | 80,000人  |
| 2012年 | 6月30日-7月1日 | Arigato Kokoro no Tomo     | 100,000人 |
| 2013年 | 5月25日-26日   | Maju Bersama               | 150,000人 |
| 2014年 | 5月24日-25日   | Hiyaku - It's time to jump | 200,000人 |
| 2015年 | 5月9日-10日    | Always Smile               | 250,000人 |
| 2016年 | 5月14日-15日   | Miracle - Power of Love    | 250,000人 |
| 2017年 | 5月13日-14日   | Challenge                  | 300,000人 |
| 2018年 | 6月31日-7月1日 | Passion - 9th              | 350,000人 |
| 2019年 | 6月23日-24日   | Unity                      | 310,000人 |
| 2020   | なし           | なし                       | なし      |
| 2021   | なし           | なし                       | なし      |
| 2022   | なし           | なし                       | なし      |
| 2023   | なし           | なし                       | なし      |

## ゲスト(2017)

### Mステージ
- 梵天 / Bonten
- 岩田桃楠 / Iwata Momokusu
- 福詩家たろう / Fukushika Taro
- 加藤ひろあき / Hiroaki Kato
- 未来太鼓道場 / Mirai Taiko Dojo
- 愛プロジェクト / Project Ai
- 弁天  / Benteng
- Umaku Eisa Shinka Indonesia
- ジャカルタ琴クラブ
- Groovy Gila from Jakarta Keion Club
- Galaxy Big Band Jazz Orchestra
- Anies & 伊藤ケイスケ(三味線) & Otome
- CIFBAND
- No Generation Gaps (NGG)

### Pステージ
- GHAIDA & GENKI
- AYANA & GENKI
- JKT48
- TOUKENRANBU
- KOMUTOKU
- MORI TSUBASA
- ADDICTION
- Yumi
- RAKIRAKI & THE THREE
- ENKA GIRLS
- REDSHIFT
- SHOJO COMPLEX
- REINARITA & EAR CANDY JAZZ FACTORY
- KEISUKE ITO/伊藤ケイスケ
- NATIONAL COSPLAY COMPETITION
- DISNEY ORINCESS
- KISSBEE